# Градска кућа Стокхолма
Градска кућа Стокхолма (швед. Stockholms stadshus  или локално Stadshuset) је зграда Општинског већа града Стокхолма у Шведској. Налази се на источном врху острва Кунгсхолмен и окренута је према острвима Ридархолмен и Седермалм. У њему се налазе канцеларије и конференцијске сале, као и свечане сале и луксузни ресторан Stadshuskällaren. Ту се одржава банкет после доделе Нобелове награде и једна је од главних туристичких атракција Стокхолма.

## Изградња
1907. године градско веће је одлучило да сагради нову градску кућу на месту бившег млина. Одржано је архитектонско такмичење које је у првој фази резултирало одабиром нацрта Рагнара Естберга, Карла Вестмана, Ивара Тенгбома са Ернстом Торулфом, и Карла Бергстена. Након даљег такмичења између Вестмана и Остберга, други је изабран за изградњу градске куће, док је од првог затражено да изгради Суд у Стокхолму. Остберг је модификовао свој оригинални нацрт користећи елементе Вестмановог пројекта, укључујући и торањ. Током периода изградње, Остберг је непрестано прерађивао своје планове, што је резултирало променама врха куле и одустајањем од плавих плочица за Плаву дворану.
Оскар Аскер био је ангажован као шеф изградње, а Пол Тол, из грађевинске компаније Кројгер & Тол, дизајнирао је темеље. Норвешки архитекта Георг Греве је такође помогао у припреми планова. Изградња је трајала дванаест година, од 1911. до 1923. године. Употребљено је готово осам милиона црвених цигли. Тамноцрвене цигле, назване „munktegel“ (монашка цигла) због њихове традиционалне употребе у изградњи манастира и цркава, обезбедила је фабрика цигле Лина у близини Седертељеа. Градњу су изводиле занатлије користећи традиционалне технике.
Зграда је свечано отворена 23. јуна 1923. године, тачно 400 година након доласка Густава Васе у Стокхолм. 

### Цигла
Цигла коју је одабрао Остберг има формат 270 × 130 × 95 милиметара и већа је од данашњег стандардног формата (уобичајена мера шведске опеке је 250 × 120 × 62 милиметара). Према Остбергу, модел је био цигла која је пронађена током ископавања испред Краљевске палате у Стокхолму 1909. године и за коју се претпостављало да потиче из старог замка Три круне. Будући да је цигла већа од нормалне, добијено је мање хоризонталних спојева и већа стабилност у зиду, а истовремено и јачи визуелни ефекат. Да би додатно повећао ефекат зида, Остберг је дао да понека цигла вири изван зида за неколико центиметара.

## Унутрашњост зграде
Зграда прати грубо правоугаони тлоцрт. Направљена је око два отворена простора, Borgargården на источној страни, а Плава сала (Blå hallen) на западу.

### Плава сала
Плава сала са својим правим зидовима и аркадама садржи елементе репрезентативног дворишта. Зидови су у ствари без плавих украса, али име је задржала по оригиналном Остберговом дизајну. Позната је као трпезарија која се користи за банкет који се одржава након годишње церемоније доделе Нобелове награде. После вечере у Плавој сали, гости банкета пењу се степеницама до Златне дворане да би плесали. Оргуље у Плавој сали су са својих 10.270 цеви највеће у Скандинавији. 

### Златна сала
Изнад Плаве дворане налази се Златна сала (Gyllene Salen), названа по украсним мозаицима направљеним од више од 18 милиона плочица од стакла и злата. На ужем зиду ове сале, међу мозаичким мотивима из шведске историје, доминира слика по имену "Краљица језера Меларен" која приказује славу и снагу Стокхолма "слављеног од истока и запада".

### Принчева галерија
Галерија се користи за пријеме. У њој се налазе фреске Принца Еугена "Обале Стокхолма". Име је добила по Еугену, брату краља Густафа V Шведског. Краси је и двострука колонада стубова. 
Овал се назива округла соба повезана са Принчевом галеријом. Користи се за грађанска венчања. У унутрашњости доминирају тканине које је одбор градске куће набавио 1914. године. Ради се о пет таписерија тканих 1690. године у француском граду Бовеу, а које су претходно висиле у замку Турехолм. 

### Сала Три круне
Дворана је добила име по позлаћеним лустерима који висе са таванице саграђене од дрвених греда. Северни и јужни зид украшени су свиленим драперијама истканим у Кини. Међу сликама се истиче "Поглед са узвишења Мусебаке", платно Елијаса Мартина, насликано деведесетих година 18. века. 

### Сала за састанке
У овој дворани заседа Скупштина општине Стокхолм. Може да прими око 200 чланова, а високи кров ствара осећај простора и боравка у древној викиншкој кући. Намештај је дизајнирао Карл Малмстен.

### Свод стотине
Свод стотине се налази изнад почасног улаза у Градску већницу и води право до просторије за прославе чији се кровни сводови састоје од стотину лукова. На зиду се налази музичка направа са више звона из које се током летњих месеци, сваког дана у 12 и 18 х чују звуци средњевековне песме о Св. Ђорђу. Истовремено, из музичке направе се појављује Св. Ђорђе, који заједно са аждајом, "прошета" дуж полукружног обода терасе са спољне стране већнице. 

## Спољашњост зграде
Југоисточни угао зграде, непосредно уз обалу, обележен је монументалном кулом на чијем су врху Три круне, стари национални симбол Шведске. Круне имају пречник по 2,2 метра. Читав торањ има ширину од 8 метара, висок је 106 метара и доступан је лифтом или степеништем од 365 степеница. 
На петом спрату је музеј кула. Овде су макете и бисте које се налазе у градској кући, као и узорци златног мозаика за Златну дворану. Између осталог, овде је 7,6 метара висок гипсани модел статуе Светог Ерика коју су креирала браћа Густаф и Арон Сандберг. Модел је произведен у Плавој дворани и сматрало се да ће Санкт Ерик уз помоћ дизалице, кроз централни отвор бити постављен на висини од 67 метара у кули. Међутим, експеримент са статуом пуне величине, направљеном од лакшег материјала, показао је да овај пројекат није могуће извести. Рагнар Остберг је променио своје планове, а врх торња уместо тога постао је отворени видиковац.
Поред главне куле, градску кућу краси пет мањих кула, као и пет позлаћених кровних скулптура које представљају четири уметничке форме: архитектуру, музику, вајарство и сликарство, и Девојку са кошутом. 
Источна страна основе украшена је позлаћеним кенотафом шведског државника из 13. века, Биргера Јарла.
Градска кућа се сматра једним од најистакнутијих примера националног романтизма у архитектури. Јединствена локација инспирисала је централни мотив градње, наиме супротстављање градске архитектуре и воде, што такође представља централно обележје градског пејзажа Стокхолма у целини. Архитектонски стил је рафинирани еклектицизам, спајајући масивну, строгу, северноевропску цигласту конструкцију и разигране елементе који подсећају на оријенталну и венецијанску архитектуру, попут купола украшених златним скулптурама, украшених балкона, дрвених јарбола и статуа. Градска кућа у Стокхолму коришћена је за велики број културних продукција, укључујући музички спот из 1991. године Fading Like a Flower (Every Time You Leave) шведског поп дуа Роксет.

## Парк
Мали парк између зграде и обале језера Меларен краси неколико скулптура, међу којима је и скулптура Карла Елда која представља тројицу уметника Аугуста Стриндберга, Густафа Фрединга и Ернста Јусефсона, као и Елдове бронзане скулптуре „Sången“ и „Dansen“ („Песма“ и „Плес“). Југоисточно од Градске куће налази се стуб висок око 20 метара са статуом Енгелбректа Енгелбректсона на врху.

## Галерија
- Градска кућа Стокхолма
- Градска кућа у Стокхолму ноћу
- Градска кућа у Стокхолму, унутрашњост
- Унутрашње двориште градске куће у Стокхолму
- Златна соба
- Плава хала
- Сала Већа
- Звона
- Музеј кула
- Поглед на североисток
- Биста Рагнара Естберга у плавој сали
- Три круне на кули
- Кенотаф Биргера Јарла
- Врх торња